# Piper PA-18
 (mai 2017).
Si vous disposez d'ouvrages ou d'articles de référence ou si vous connaissez des sites web de qualité traitant du thème abordé ici, merci de compléter l'article en donnant les références utiles à sa vérifiabilité et en les liant à la section « Notes et références ».
Le Piper PA-18 ou Piper Super Cub est le successeur du J-3. Plus spacieux, plus puissant, il remplace le J-3 à partir de 1949, et quoique techniquement complètement démodé, il restera en production chez Piper jusqu'en 1994 ce qui en fait un des records de durée de production.

## Origines
Après la Seconde Guerre mondiale, Piper reprend la production civile du J-3 et lance plusieurs dérivés, biplaces PA-11, triplaces PA-12 et même quadriplaces PA-14. Ces avions n'auront qu'un succès mitigé, du fait de leur conception d'avant-guerre devenue anachronique, et Piper se tournera vers d'autres gammes plus modernes : le PA-20 Pacer puis le PA-22 Tri Pacer qui marque le passage au train tricycle en 1950, suivi du PA-28 Cherokee à aile basse en 1961. Cependant, parallèlement à ces nouveautés, le PA-18 est le dernier développement du Cub et reste en production sans changement notable de 1949 jusqu'en 1994. Il suivra l'exemple de son grand frère le J-3 en ayant également des versions militaires de reconnaissance et de liaison, le L-18 ou PA-19.
Le Super Cub, tout particulièrement dans ses versions les plus puissantes peut être équipé de flotteurs et transformé en hydravion. On peut également l'équiper de skis pour atterrir sur des surfaces enneigées, le Super Cub est un avion de montagne particulièrement apprécié. Il a aussi servi de remorqueur de planeurs.
Plusieurs motorisations seront disponibles au cours du temps:
- Initialement un Continental C-90 de 95 ch (PA-18-95) ou un Lycoming O-235 de 105 ch (PA-18-105).
- À partir de 1952, un Lycoming O-290 de 135 ch (PA-18-135)
- À partir de 1954, un Lycoming O-320 de 150 ch (PA-18-150)

## Particularités
Par rapport au J-3, le PA-18 se distingue par les points suivants :
- Cabine plus spacieuse héritée du PA-14 quadriplace.
- Longeron d'aile métallique.
- Volets.
- Réservoirs d'essence dans les ailes de plus grande capacité conférant une autonomie supérieure.
- Place pilote à l'avant.
- Capot-moteur entièrement caréné.
- Puissance augmentée, de 90 jusqu'à 150 ch (Sur une série particulière le montage d'un moteur de 180 ch est autorisé).
- Charge utile augmentée permettant d'emporter sans problèmes deux personnes plus des bagages.

## Production
Le PA-18 a été en production ininterrompue chez Piper de 1949 à 1981 avec un total de 10 224 exemplaires produits. En 1982, Piper revend la licence de fabrication à la société texane WTA qui en fabrique 250 de 1982 à 1988. En 1988, Piper reprend la production à un rythme beaucoup plus faible, et 102 exemplaires sont produits jusqu'à l'arrêt définitif de la production en 1994. Depuis, plusieurs dérivés ont été conçus et fabriqués par d'autres firmes, dont le PA-18 Top Cub de la société Cub Crafter dans l'État de Washington, qui est toujours en production aujourd'hui.

Piper PA-18 Super Cub.
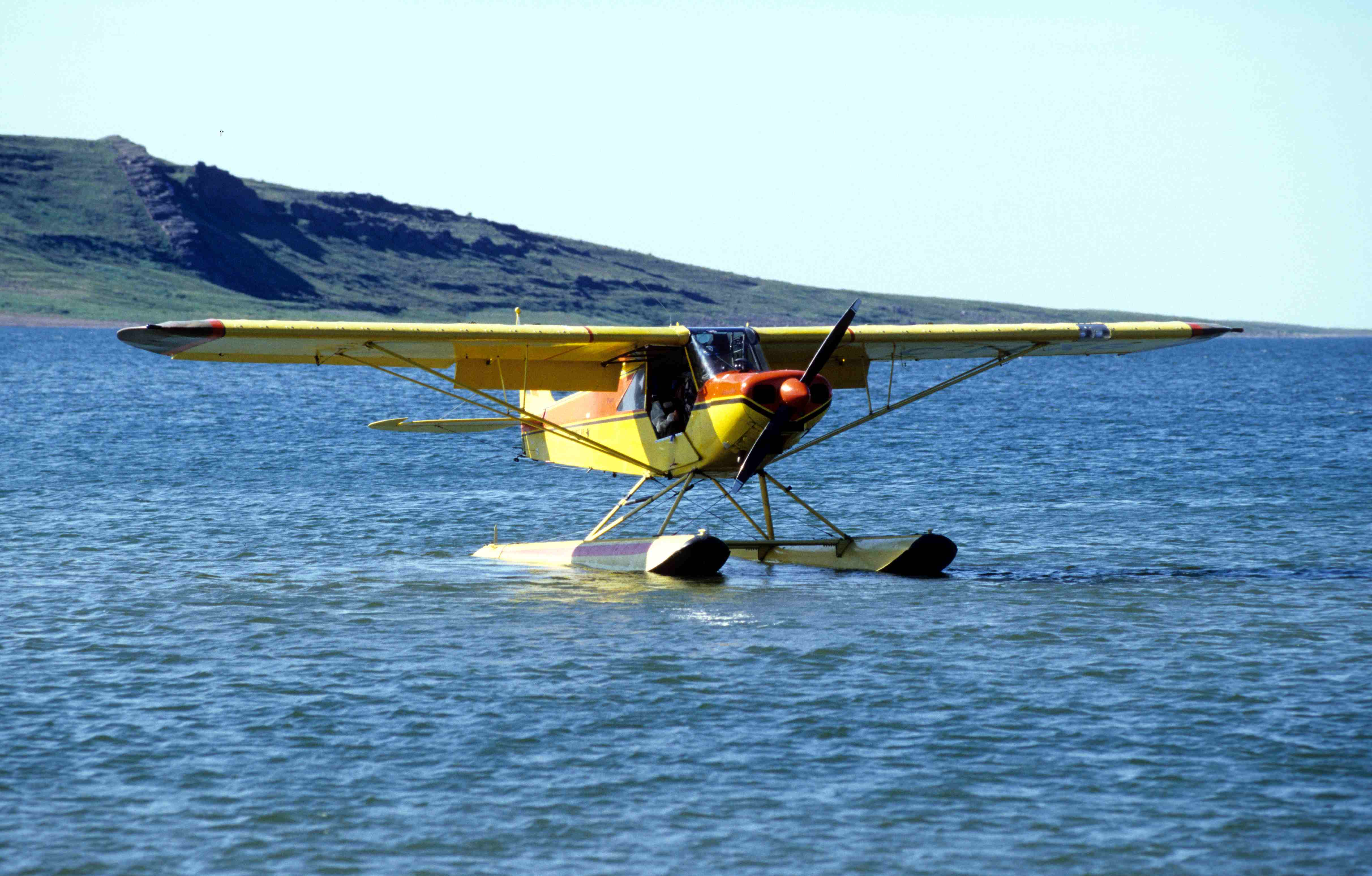
Piper Super Cub à Tinney Cove (Bathurst Inlet) au Canada (1998).
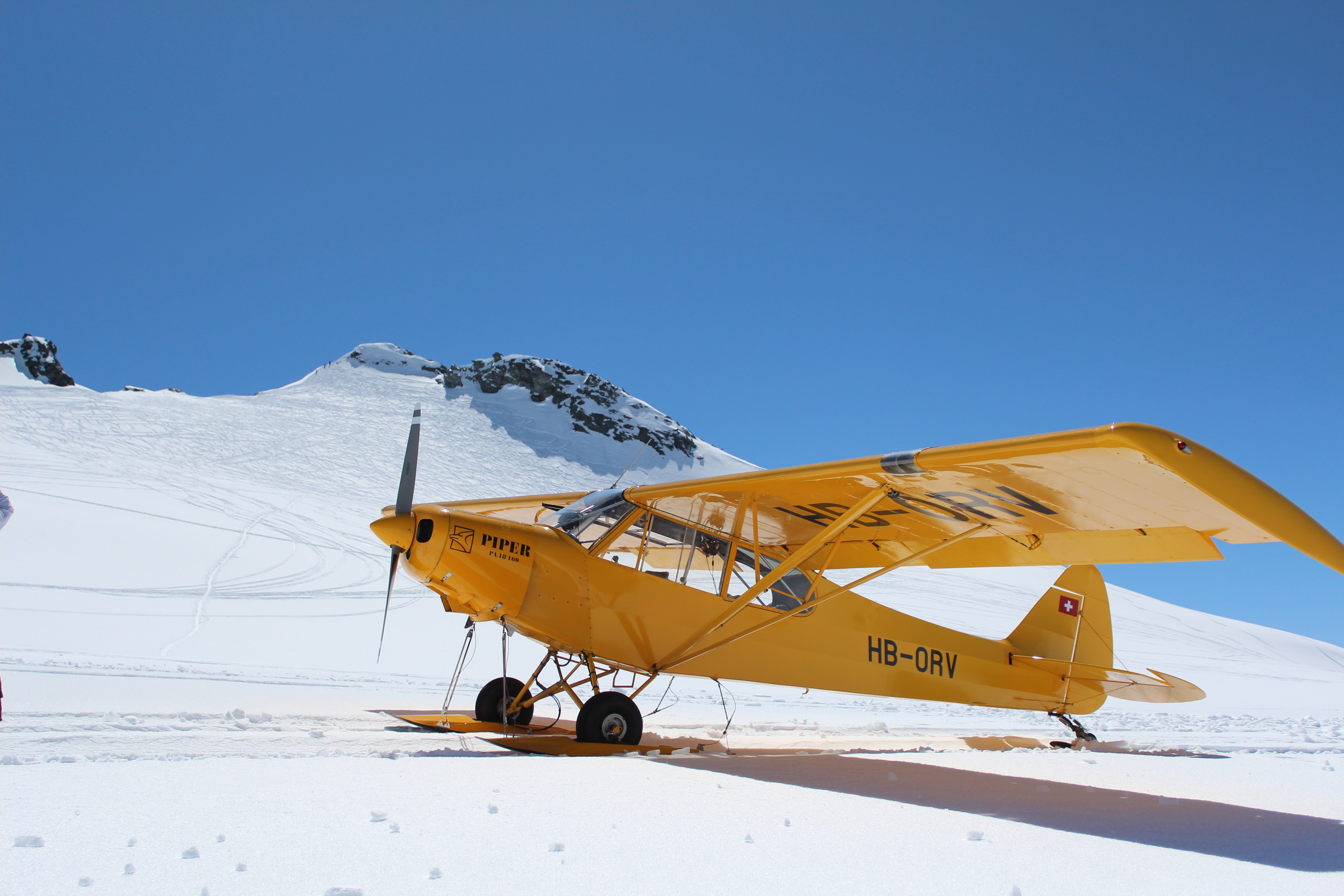
Piper PA-18 posé à la place d'atterrissage en montagne (PAM) de la Rosablanche (LSYR) en Suisse (2013).
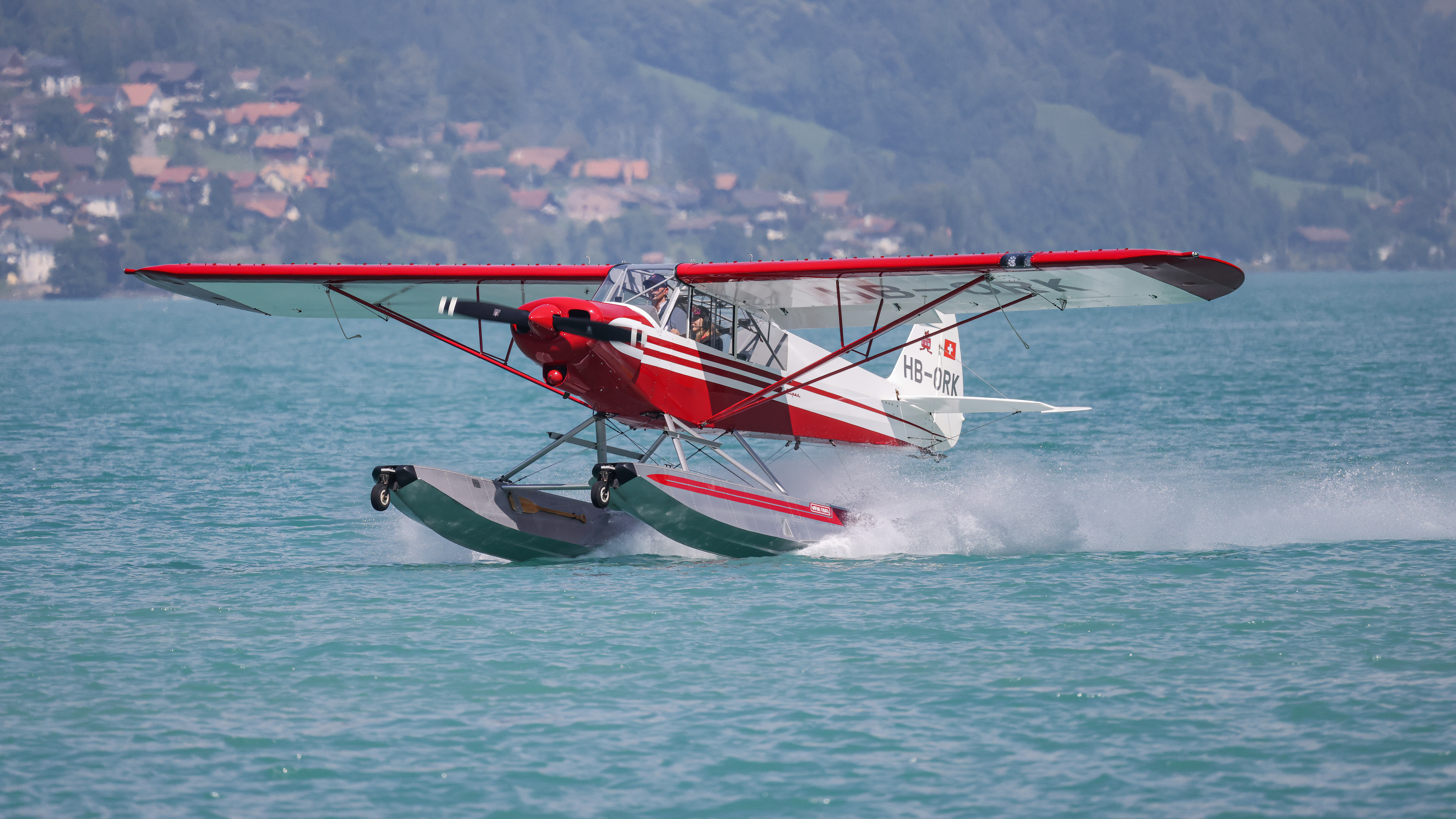
Un piper PA-18 à un rassemblement d'hydravions sur la commune de Bönigen, Suisse (2021).

Le Super Cub est également fabriqué en version militaire sous les désignations L-18 et L-21. L'ALAT française l'utilise notamment lors de la guerre d'Algérie sous la dénomination PA-19.

## Opérateurs
- États-Unis
  - United States Army
- France
  - Aviation légère de l'Armée de terre
- Luxembourg
  - Armée luxembourgeoise : 3 retirés en 1968[2]
- Suisse
  - Forces aériennes suisses

Deux avions à moteurs 125 cv sont achetés en 1952 pour la reconnaissance et le réglage d'artillerie. Les avions remplissent leur tâche mais ne sont pas assez habitable pour héberger l'observateur et les postes radio destinés au liaisons avec les troupes au sol. Ils sont revendus en 1963 lors de l'achat de quatre avions plus puissants. Les quatre avions à moteur 150 cv sont encore en service en 1975.

## Caractéristiques techniques supplémentaires (modèle 90 ch)
- Monoplan à aile haute semi-cantilever avec volets
- Biplace en tandem à cabine fermée
- Train classique fixe avec roulette de queue
- Moteur Continental 4 cylindres à plat refroidi par air entièrement caréné
- 2 réservoirs d'essence dans les ailes d'une capacité totale de 136 litres
- Consommation : 19 litres/heure
- Vitesse de décrochage : 38 nœuds
- Distance de décollage (passage des 15 m) : 230 m
- Distance d'atterrissage après passage des 15 m : 225 m
- Roulage à l'atterrissage : 120 m